# Farmacognòsia
La farmacognòsia (del grec, "φάρμακο", fàrmac i "γνώσης", coneixement) és la ciència que s'ocupa de l'estudi de les drogues i les substàncies medicamentoses d'origen natural: vegetal, microbià (fongs, bacteris) i animal. Estudia tant substàncies amb propietats terapèutiques com substàncies tòxiques, excipients o altres substàncies d'interés farmacèutic, sigui d'ús tecnològic o terapèutic. És una branca de la farmacologia.

## Objectius
- Determinar l'origen sistemàtic: l'espècie (vegetal o animal) d'on prové la droga.
- Establir les característiques morfoanatòmiques: tant macroscòpiques i microscòpiques, com organolèptiques, que permeten la caracterització de la droga i la determinació de la planta medicinal en qüestió.
- Investigar els mètodes òptims de producció de les drogues (a petita i a gran escala): conreu, millora, recol·lecció, conservació, extracció dels principis actius, etc.
- Establir la composició química de la droga: tant qualitativa com quantitativament, sobretot a allò que es refereix a principis actius.
- Obtenir els extractes de les drogues que continguen els principis actius.
- Controlar la qualitat de les drogues: cercar mètodes per a comprovar els continguts requerits de principi actiu, assegurar l'absència de certs productes tòxics i evitar adulteracions i falsificacions.
- Establir les propietats farmacològiques de les drogues (la seua activitat)
- Investigar nous principis actius que puguen constituir un punt de partida per al disseny de nous fàrmacs en el futur.

## Temes relacionats
- Biotecnologia Vegetal
- Química Farmacèutica
- Tecnologia Farmacèutica o Farmàcia Galènica